# Stanisław Wyrębski
Stanisław Wyrębski (ur. 6 maja 1899 w Linowcu, woj. bydgoskie, zm. 21 stycznia 1961 w Katowicach) – działacz oświatowy, biblioteczny, powstaniec wielkopolski.

## Życiorys
Na przełomie 1918 i 1919 roku uczestnik Powstania Wielkopolskiego.
W latach 1922–1931 kierownik Sekretariatu Towarzystwa Czytelni Ludowych w Królewskiej Hucie (obecnie Chorzów), organu wykonawczego Śląskiej Rady Okręgowej Towarzystwa Czytelni Ludowych. Początkowo mieścił się on w Bytomiu, ale po podziale, w wyniku plebiscytu Górnego Śląska w kwietniu 1922 przeniesiono go do Królewskiej Huty (obecnie Chorzów), do budynku przy ul. 3 Maja 22, następnie przy ul. Głowackiego 5. W 1931 jego siedzibę przeniesiono do Katowic, do otwartego Domu Oświatowego przy ul. Francuskiej 12.
Od 1934 roku w składzie zarządu Księgarni i Składu Artykułów Piśmienniczych, znajdującej się w tym samym budynku co siedziba władz Sekcji Śląskiej Zarządu Głównego Towarzystwa Czytelni Ludowych w Katowicach.
Przed wybuchem II wojny św. organizator pogadanek o stosunkach polsko-niemieckich. W trakcie wojny, po uruchomieniu Śląskiego Biura Szkolnego, został jego współpracownikiem. Od 1941 roku do końca wojny pracował jako kierownik oświaty dorosłych.
Po zakończeniu II wojny św. pracował jako dyrektor finansowy w Zakładach Hutniczych w Szopienicach (obecnie dzielnica Katowic).
Zmarł 21 stycznia 1961 w Katowicach.

## Odznaczenia
Dwukrotnie, w 1939 i 1957, odznaczony Srebrnym Krzyżem Zasługi.